# الحوض الروماني بقفصة

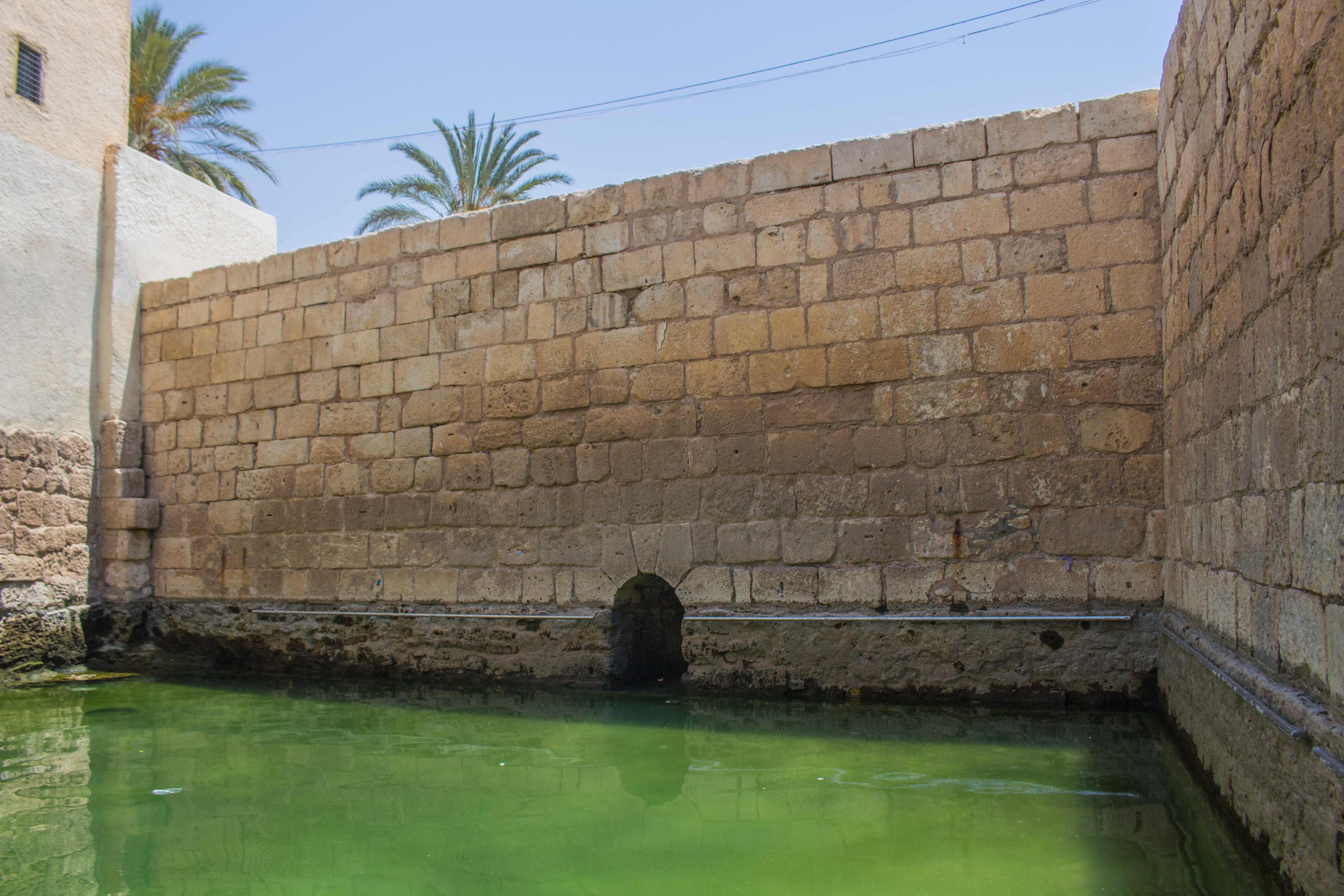
الحوض الروماني بقفصة

الحوض الروماني بقفصة هو معلم أثري تاريخي يقع بمدينة قفصة من البلاد التونسية يعود للحقبة الرومانية وقع إنشاؤه بين 164 ق م و 431 ق م هي مجموعة أبنية أقيمت حول منابع مياه غزيرة، . مكونة من ثلاثة أحواض، اثنان بدون غطاء، والثالث مسقوف بقبتين، وتربط بين ثلاثتهم قنوات تحت الأرض.. والمياه تخرج من منابع في أرض الأحواض نفسها”. 